# Aleksandrowice (województwo małopolskie)

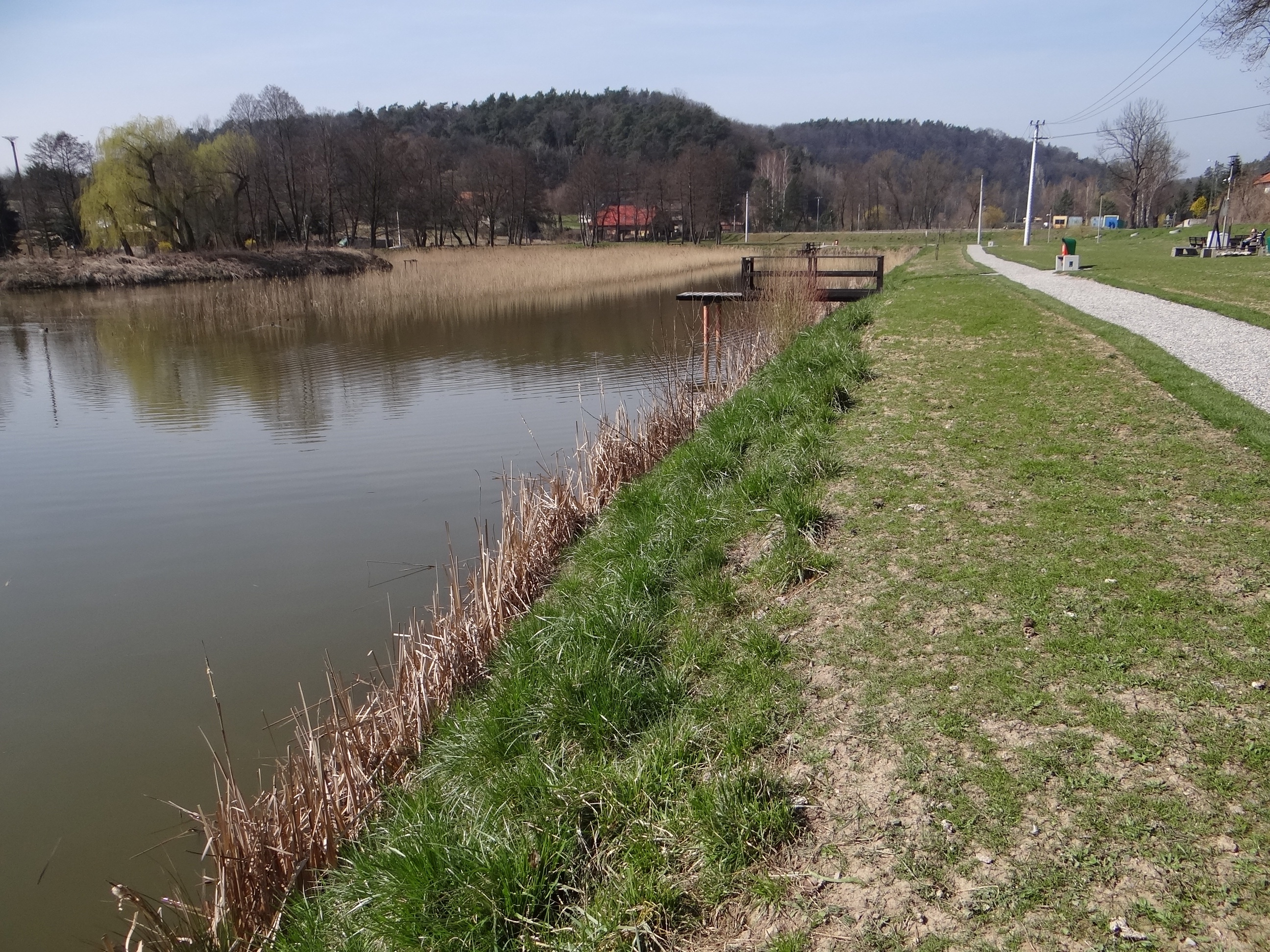
Staw, w głębi wzgórzez ze skałą Krzywy Sąd

Aleksandrowice – wieś w Polsce, położona w województwie małopolskim, w powiecie krakowskim, w gminie Zabierzów.
W roku 2021 we wsi mieszkało 714 osób, z czego 50% stanowiły kobiety, a 50% mężczyźni.
Integralna część miejscowości: Podlesie.

## Położenie
Aleksandrowice znajdują się na Wyżynie Krakowsko-Częstochowskiej w obrębie Garbu Tenczyńskiego i Obniżenia Cholerzyńskiego. Wieś graniczy: od północy z Kleszczowem i Burowem; od wschodu z Balicami; od zachodu z Morawicą i Brzoskwinią. Położone są ok. 3 km na zachód od granic Krakowa. Na południowych krańcach wsi przebiega autostrada A4 (wraz z Miejscem Obsługi Podróżnych Aleksandrowice (kierunek: Katowice, stacja paliw PKN Orlen oraz McDonald’s), a tuż za nią znajduje się pas startowy portu lotniczego w Balicach.

## Nazwa
Nazwa wsi należy do typu nazw patronimicznych, (odojcowskich). Posiada formy uboczne: Leksandrovice (1404), Alexandrowycze (1470–1480), Olexandrowycze (1498), Alexandrowice (1581) .

## Historia
Wieś wzmiankowana w 1401 jako własność rycerska, która początkowo należała do przedstawicieli rodu Toporów z pobliskiej Morawicy zwanymi Aleksandrowskimi.
Wieś w I. połowie XV w. przeszła do rąk Karnińskich. W XVI w. należała do Jana Karnińskiego, jednego z pierwszych zwolenników reformacji. Późniejszy właściciel Stanisław Iwan Karniński oddał swój dwór w 1591 na zbór kalwinom krakowskim, którzy utracili zbór krakowski, gdy został podpalony przez sfanatyzowany tłum katolików, głównie studentów Akademii Krakowskiej oraz plebs krakowski. Zbór w Aleksandrowicach zburzył w 1613 w nocnym napadzie ten sam plebs krakowski. W 1625 zniszczony dwór nabył dziedzic wsi Piotr Gołuchowski, który go odbudował. Jego syn Piotr, znany z awanturnictwa, przeszedł na katolicyzm i wydalił ze swych włości innowierców. Pod koniec XVII w. właścicielami zostali Korycińscy, w latach 1700–1728 Teofil Pawłowski, a potem Franciszek Ksawery Kochanowski. Od 1762 wieś weszła do majątku Antoniego Potockiego, potem do Jana Potockiego, a na końcu do Franciszka Żeleńskiego. U schyłku XVIII w. wieś zamieszkiwało ponad 200 osób.
W latach 1815–1846 wieś położona była na terenie Wolnego Miasta Krakowa, potem w zaborze austriackim.
Dobra tabularne księcia Eugeniusza Lubomirskiego, położone w 1905 roku w powiecie krakowskim Królestwa Galicji i Lodomerii.
W czasie II Rzeczypospolitej wieś należała do powiatu krakowskiego w województwie krakowskim. Od 26 października 1939 do 18 stycznia 1945 należała do Landkreis Krakau, dystryktu krakowskiego w Generalnym Gubernatorstwie.
Po II wojnie światowej należała do ówczesnej gminy Liszki. Od 6 października 1954 wieś (bez ówczesnych przysiółków Kleszczów i Kochanów) należała do gromady Balice, którą zniesiono 1 stycznia 1969, a jej obszar włączono do gromady Zabierzów. Od 1 stycznia 1973 należy do gminy Zabierzów. W latach 1975–1998 miejscowość administracyjnie należała do województwa krakowskiego.
Na wschodnich krańcach wsi znajduje się niewielkie osiedle mieszkaniowe wybudowane w latach 70. XX wieku.

## Zabytki
- zespół dworski;
- klasycystyczny, murowany budynek dawnego szpitala dla ubogich zbudowany w 1841 według projektu Ignacego Hercoka. W 1898 odnowiony na podstawie planu Konrada Kuhla i po rewitalizacji w 2001–2003 przeznaczony na działalność Ośrodka Zdrowia „Eskulap”[10];
- zabytkowa, zrekonstruowana w 2006 przez Edwarda Wróbla studnia z drewnianym kołem zamachowym. Oryginalna, pochodząca z połowy XIX w.[11] przeniesiona do Nadwiślańskiego Parku Etnograficznego w Wygiełzowie[12] [13] ;
- figura św. Jana Nepomucena z 1755, z herbami fundatorów: Korwin – Franciszka Ksawerego Kochanowskiego i Godziemba – jego żony Józefy z Dąmbskich. Na postumencie widnieje scena zrzucenia z mostu Karola w Pradze do Wełtawy, spowiednika, który odmówił ujawnienia tajemnicy spowiedzi królowi[10]. Obok figury tablica z napisem: FIGURA / ŚW. JANA / NEPOMUCENA / UFUNDOWANA / A.D. 1755 / ODNOWIONA PRZEZ / MIESZKAŃCÓW / ALEKSANDROWIC / W 2004 ROKU;
- zagroda nr 35: dom drewniany z 1914, stodoła drewniana z 1920[14];
- dom nr 16 drewniano-murowany z 1905[14];
- dom nr 20 drewniany z 1919[14];
- dom nr 42 drewniany z 1903[14];
- dom nr 49 murowany z ok. 1900[14];
- dom nr 55 drewniano-murowany z 1921[14];
- stodoła drewniana w zagrodzie nr 51 z 1920[14];
- nr posesji 12 figura MB;
- nr posesji 82 kapliczka.

## Turystyka
Tereny wsi ze względu na atrakcyjność krajobrazową i walory przyrodnicze włączone zostały w obręb Tenczyńskiego Parku Krajobrazowego. W miejscowości i w bezpośrednim jej sąsiedztwie znajduje się wiele atrakcyjnych z punktu widzenia turystyki i rekreacji obiektów i obszarów. Należą do nich: Dolina Aleksandrowicka z dwoma stawami, Las Zabierzowski z rezerwatem przyrody Skała Kmity, wąwóz Zbrza. Wytrasowana ścieżka dydaktyczna umożliwia zwiedzenie stromych zachodnich zboczy Doliny Aleksandrowickiej z wapiennymi, udostępnionymi do wspinaczki skalnej skałami – Krzywy Sąd i Głowa Słonia. Ze skałą Krzywy Sąd związana jest oryginalna legenda wyjaśniająca jej nazwę. Na północno-wschodnich krańcach wsi znajduje się Winna Góra, na stokach której w XVI w. Seweryn Boner założył winnice oraz gaje: brzoskwiniowe, morelowe i figowe, które należały do pierwszych hodowli owoców południowych na ziemiach polskich. A na północno-zachodnich krańcach wsi znajduje się góra Pękacz.
 szlak turystyczny: Morawica – Aleksandrowice – Pękacz – wąwóz Zbrza – Las Zabierzowski (skrzyżowanie ze szlakiem niebieskim)
 ścieżka dydaktyczna: Aleksandrowice – Podskale – Krzywy Sąd – Dolina Aleksandrowicka – Aleksandrowice

## Komunikacja
Dojechać tutaj można z Krakowa autobusami aglomeracyjnymi nr 209, 228 i 258. Istnieje też możliwość dojazdu marszrutką prywatnego przewoźnika.

## Sport
- We wsi znajduje się klub piłkarski KS Topór Aleksandrowice grający w B klasie[17].